# Ibrahim Ali Khan
Ibrahim Ali Khan Pataudi (Mumbai, 5 maart 2001) is een Indiaas acteur die voornamelijk in Hindi films speelt.

## Biografie
Khan is de zoon van acteurs Saif Ali Khan en Amrita Singh. Zijn oudere zus Sara Ali Khan is eveneens een acteur. Hij volgde een opleiding in acteren aan de New York Film Academy. Zijn eerste baan in de filmindustrie was als regieassistent voor Rocky Aur Rani Kii Prem Kahaani (2023) voor hij zijn filmdebuut maakte in 2025 met Nadaaniyan.

## Filmografie
| Jaar | Film                            | Rol             | Opmerking      |
| ---- | ------------------------------- | --------------- | -------------- |
| 2008 | Tashan                          | jonge Jeetendra | als kind       |
| 2023 | Rocky Aur Rani Kii Prem Kahaani |                 | regieassistent |
| 2025 | Nadaaniyan                      | Arjun Mehta     | Netflix film   |
| 2025 | Sarzameen                       | Harman Menon    |                |